# Quadrics

logo de Quadrics.

Quadrics est un développeur, constructeur de réseaux d'interconnexion haute performance, et de logiciels pour les systèmes massivement parallèles. L'entreprise est fondée en 1996 et a cessé ses activités en 2009.

## Généralités
Quadrics est basé au Royaume-Uni et est présent aux États-Unis, en Chine et en Italie. Quadrics Ltd. est une filiale à 100 % d'Alenia Aeronautica, une entreprise européenne faisant partie du groupe Finmeccanica .
Les fournisseurs et intégrateurs de systèmes informatiques, tout comme les centres de calcul haute performance tels que Pittsburgh Supercomputer Center, Lawrence Livermore National Laboratory, Los Alamos National Laboratory, Pacific Northwest National Laboratory, Sandia National Laboratory ainsi que le CEA-DAM ont choisi les réseaux d'interconnexion Quadrics.
TERA-10 supercalculateur installé au CEA-DAM  à Bruyères-le-Châtel (commune située dans le département de l'Essonne en région Île-de-France) possède une puissance de calcul de plus de 60 téraflops (soixante mille milliards d'opérations par seconde). Conçu par Bull, Tera-10 forme un cluster de 544 nœuds de calcul NovaScale 6160, comportant chacun huit processeurs Itanium de nouvelle génération, dont le nom de code est Montecito. Montecito sera introduit en 2006 sur le marché, et disposera d'une technologie dual core. Les serveurs NovaScale sont interconnectés par un réseau QsNetII de Quadrics. L'ensemble constitue une capacité de traitement de 8704 processeurs et 27 téraoctets de mémoire centrale

## Produits

### Matériels
- QsNet II:un réseau d'interconnexion à très haute performance, adapté aux grands serveurs multi-processeurs comme aux grappes de grands serveurs.
- QsNet II E-Series: une gamme de petites et moyennes configurations de grappe de serveurs (8-128-nœuds)
- QsNet II R-Series: une gamme de grandes configurations de grappe de serveurs (256-4096-nœuds)

### Logiciels
- Quadrics RMS (Resource Management System): un environnement destiné à l'administration des grappes de serveurs. RMS inclut notamment la surveillance d'événements, le lancement et la gestion de tâches parallèles à partir d'un point unique d'administration.
- Quadrics Linux Software: composants essentiels du logiciel QsNet pour Linux (sous Licence publique générale GNU)"